# 1860 w polityce

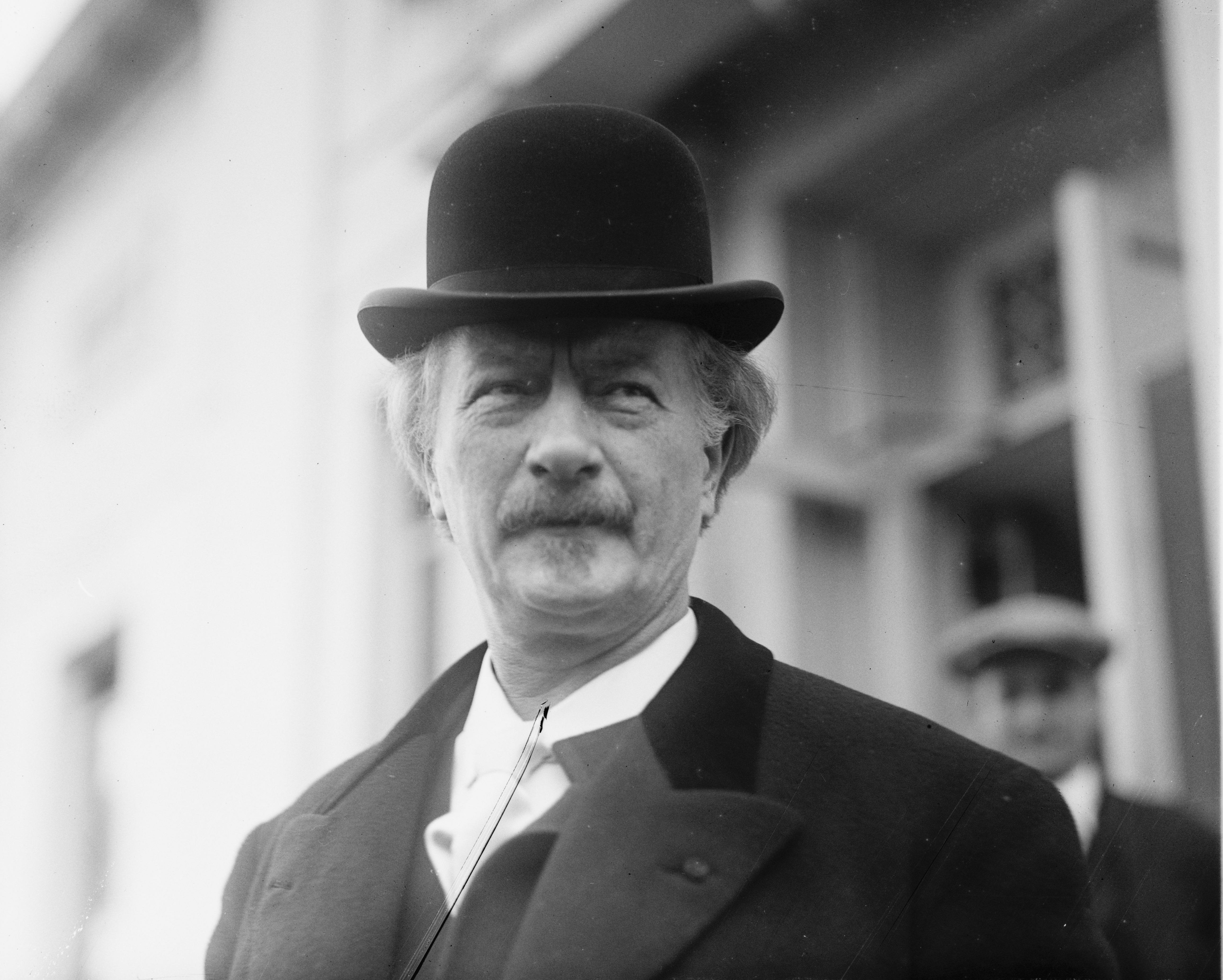
Ignacy Jan Paderewski

Wydarzenia polityczne w 1860 roku.

## Urodzili się
- 18 listopada Ignacy Jan Paderewski, polski pianista i polityk[1].

## Zmarli
- 26 września Miłosz I Obrenowić, książę Serbii[2].